# Aitolos
Aitolos var i den grekiska mytologin en son till Endymion. Han fick i Olympia genom kapplöpning tävla med sina bröder Paion och Epeios om arvsföljden till tronen i konungariket Elis. Epeios avgick med segern, och blev kung, men när han dog barnlös efterträddes han av Aitolos. Aitolos måste senare dock fly och stiftade ett nytt rike i trakten av Acheloos samt blev aitolernas stamfader.